# Campionati europei di atletica leggera 2012 - Staffetta 4×400 metri femminile

## Risultati

### Batterie
Le prime 3 di ogni batteria (Q) e i migliori 2 tempi (q) si qualificano per la finale.
| Pos | Heat | Lane | Nation        | Athletes                                                                      | Time    | Note   |
| --- | ---- | ---- | ------------- | ----------------------------------------------------------------------------- | ------- | ------ |
| 1   | 2    | 3    | Francia       | Phara Anacharsis, Elea Mariama Diarra, Lenora Guion Firmin, Floria Guei       | 3:29.03 | Q      |
| 2   | 1    | 4    | Ucraina       | Yuilya Olishevska, Darya Prystupa, Nataliya Pyhyda, Alina Lohvynenko          | 3:29.09 | Q      |
| 3   | 2    | 6    | Gran Bretagna | Eilidh Child, Kelly Massey, Nicola Sanders, Shana Cox                         | 3:29.96 | Q      |
| 4   | 2    | 7    | Rep. Ceca     | Jitka Bartoničková, Denisa Rosolová, Zuzana Bergrová, Zuzana Hejnová          | 3:30.86 | Q      |
| 5   | 2    | 5    | Russia        | Olga Tovarnova, Tatyana Veshkurova, Liliya Molgacheva, Yuliya Terekhova       | 3:31.35 | q      |
| 6   | 1    | 3    | Germania      | Esther Cremer, Janin Lindenberg, Christiane Klopsch, Fabienne Kohlmann        | 3:31.38 | Q      |
| 7   | 1    | 1    | Romania       | Elena Mirela Lavric, Alina Panainte, Bianca Razor, Angela Moroșanu            | 3:31.48 | Q      |
| 8   | 2    | 1    | Polonia       | Agata Bednarek, Justyna Święty, Iga Baumgart, Anna Jesień                     | 3:31.50 | q      |
| 8   | 1    | 2    | Bielorussia   | Maryna Boika, Iryna Khliustava, Yulia Yurenya, Ilona Usovich                  | 3:31.50 |        |
| 10  | 2    | 2    | Italia        | Chiara Bazzoni, Maria Enrica Spacca, Libania Grenot, Marta Milani             | 3:31.64 |        |
| DQ  | 1    | 8    | Turchia       | Sema Apak, Merve Aydın, Meliz Redif, Pınar Saka                               | 3:34.70 | Doping |
| 11  | 1    | 6    | Norvegia      | Irene Høvik Helgesen, Nina Katrine Brandt, Line Kloster, Martine Eikemo Borge | 3:37.74 |        |
| 12  | 1    | 7    | Spagna        | Aauri Bokesa, Natalia Romero, Begoña Garrido, Andrea Díez                     | 3:38.00 |        |
| 13  | 2    | 8    | Portogallo    | Carla Tavares, Carolina Duarte, Vera Barbosa, Joceline Monteiro               | 3:40.79 |        |
| 14  | 2    | 4    | Finlandia     | Jenni Kivioja, Ella Räsänen, Ilona Punkkinen, Emma Millard                    | 3:40.97 |        |
|     | 1    | 5    | Irlanda       | Claire Bergin, Joanne Cuddihy, Marian Heffernan, Michelle Carey               | DQ      |        |

### Finale
| Rank | Corsia | Nazione       | Atlete                                                                 | TEmpo   | Note |
| ---- | ------ | ------------- | ---------------------------------------------------------------------- | ------- | ---- |
| 1    | 6      | Ucraina       | Yuilya Olishevska, Olha Zemlyak, Nataliya Pyhyda, Alina Lohvynenko     | 3:25.07 | EL   |
| 2    | 3      | Francia       | Phara Anacharsis, Lenora Guion Firmin, Marie Gayot, Floria Guei        | 3:25.49 |      |
| 3    | 8      | Rep. Ceca     | Zuzana Hejnová, Zuzana Bergrová, Jitka Bartoničková, Denisa Rosolová   | 3:26.02 |      |
| 4    | 5      | Gran Bretagna | Shana Cox, Nicola Sanders, Lee McConnell, Eilidh Child                 | 3:26.20 |      |
| 5    | 4      | Germania      | Esther Cremer, Janin Lindenberg, Christiane Klopsch, Fabienne Kohlmann | 3:27.81 |      |
| 6    | 2      | Russia        | Olga Tovarnova, Tatyana Veshkurova, Yuliya Terekhova, Ksenia Zadorina  | 3:28.36 |      |
| 7    | 7      | Romania       | Sanda Belgyan, Elena Mirela Lavric, Bianca Razor, Angela Moroșanu      | 3:29.80 |      |
| 8    | 1      | Polonia       | Agata Bednarek, Justyna Święty, Magdalena Gorzkowska, Anna Jesień      | 3:30.17 |      |